# آندي بيسوا
آندي بيسوا (بالإنجليزية: Andy Pessoa)‏ هو ممثل أمريكي، ولد في 30 أكتوبر 1995 بكيارني في الولايات المتحدة.

## أعمال

### أفلام
- (2009) تسعة[1]

## وصلات خارجية
- آندي بيسوا على موقع IMDb (الإنجليزية)
- آندي بيسوا على موقع ألو سيني (الفرنسية)
- آندي بيسوا على موقع أول موفي (الإنجليزية)
- آندي بيسوا على موقع قاعدة بيانات الفيلم (الإنجليزية)
- آندي بيسوا على موقع كينوبويسك (الروسية)